# Мега Мол (София)
Вижте пояснителната страница за други значения на West Mall.
West Mall (бивш Mega Mall) е мол в София. Търговският център има отдаваема площ от 24 000 m2.
Местоположението на обекта е на бул. „Царица Йоана“ №15, близо до метростанция „Западен парк“.
West Mall е първият търговски център в западната част на София. Разположен е в жилищен комплекс „Люлин“. Заобиколен от зеленината на Западен парк, Уест Мол Ви очаква с много забавления, магазини и интересни събития.
West Mall е идеално място за пазаруване и срещи с приятели. Нашата цел е да влезем в сърцата на клиентите с приятно преживяване за всеки член от семейството. Всеки уикенд на територията на Уест Мол се организират множество детски събития, работилнички, концерти и вече известния на всички редовни посетители „Неделен куклен театър на Мега Мол“. Нови брандове като КИНО АРЕНА, KFC, McDonald's, Parfois, Комсед, Teodor, CCC и Half-Price отвориха врати в West Mall.
Отскоро West Mall разполага и с ресторант Happy Bar & Grill на паркониво +4, предлагащ уютна обстановка и невероятна гледка към Западен парк – перфектно място за срещи, обяд или вечеря.
Пазаруването в West Mall е допълнено с участие в игри и томболи, които могат да донесат на клиентите изненадващи подаръци и приятни емоции. За нас е важно Вие да си тръгнете усмихнати от тук.
West Mall разполага с над 600 паркоместа, които гарантират удобството на посетителите, а времето за безплатен престой е 1 час (от 19 август 2025г.). Едно от най-големите му предимства е топлата връзка с метростанция „Западен парк“, с директен вход от ниво -1. Предлага се и отличен достъп до мрежата на градския наземен транспорт – трамвай № 8 и автобус № 310. Молът се намира на централно място между два основни булеварда – „Царица Йоанна“ и „Д-р Петър Дертлиев”, което осигурява бърз и лесен достъп и с лек автомобил.

## Данни за обекта
- Започване на проекта: 2007 г.
- Откриване: 12 септември 2014 г.
- Инвеститор: „Magnum Bulgaria Gamma" Ltd.